# Bolesławski (herb szlachecki)
Bolesławski – polski herb szlachecki z nobilitacji galicyjskiej. Jeden z dwóch herbów z nobilitacji galicyjskich o tej nazwie (zob. też Bolesławski (herb z nobilitacji w 1879).)

## Opis herbu
Opis z wykorzystaniem zasad blazonowania, zaproponowanych przez Alfreda Znamierowskiego:
W polu błękitnym, nad trójwzgórzem zielonym półksiężyc złoty, nad którym takież słońce i po jednej takież gwieździe nad rogami.
Herb posiada dwa hełmy z klejnotami: dwoma skrzydłami orlimi, błękitnym na złotym, skierowanymi do wewnątrz.
Labry: błękitne podbite złotem.

## Najwcześniejsze wzmianki
Nadany Karolowi Bolesławskiemu, z drugim stopniem szlachectwa (Ritter von). Nobilitowany był konsulem w Tunisie, konsulem generalnym w Galacie, kawalerem Orderu Żelaznej Korony III klasy i Złotego Krzyża Zasługi. Nobilitacja datowana na 24 lutego (31 marca) 1873.

## Symbolika
Nobilitowany zawarł w swoim herbie słońce pustynie, góry Atlasu, oraz półksiężyc i gwiazdy, a więc symbole oznaczające miejsca i ludzi wśród których się obracał jako konsul w krajach Orientu.

## Herbowni
Ponieważ herb Bolesławski był herbem własnym, z nobilitacji osobistej, prawo do posługiwania się nim przysługuje tylko jednemu rodowi herbownemu:
Bolesławski.